# 후급증
후급증(後給證, 영어: deferred payment certificates)은 휴가를 가는 군인들의 교통비 지원을 위해 마련한 제도로, TMO와 비슷한 개념으로 현역 장병뿐만 아니라 의무경찰도 이용이 가능하다. 단 의경은 군인 매표소가 아닌 일반매표소에서 끊어야 한다. 정기휴가는 원칙적으로 진급시에 추가되는 월급에 교통비가 지원되기 때문에 사용이 불가능하며 위로와 포상 휴가때만 사용할 수 있다. 또한 자신의 목적지가 한번에 갈 수 없는 지역인 경우 환승 여건에 따라 여러 장을 한번의 휴가에 발급 받을 수 있다.(최대 4장까지 가능) 또한 버스뿐만 아니라 철도, 항공, 선박편 이용시에도 후급증을 발급받을 수 있다. 이용 방법은 후급증을 들고 군 매표소로 가서 버스표로 바꾸면 된다. 공항버스는 노선 사정에 따라 다르나, 한정면허 버스인 경우 대부분 불가능하다고 보면 된다.